# Жидель, Григорий Яковлевич
Григорий Яковлевич Жидель — советский хозяйственный, государственный и политический деятель, Герой Социалистического Труда.

## Биография
Родился в 1923 году в селе Круглик Успенского района Луганского округа. Член КПСС с 1942 года.
С 1941 года — на хозяйственной, общественной и политической работе. В 1941—1983 гг. — участник Великой Отечественной войны, фельдшер санвзвода отдельного стрелкового батальона, командир санитарного взвода 469-го стрелкового полка, на советской и партийной работе в Сталинградской и Волгоградской областях, первый секретарь Михайловского горкома КПСС.
Указом Президиума Верховного Совета СССР от 8 апреля 1971 года присвоено звание Героя Социалистического Труда с вручением ордена Ленина и золотой медали «Серп и Молот».
Делегат XXIII и XXIV съездов КПСС.
Умер после 1985 года.